# Калібабчук Валентина Олександрівна
Калібабчук Валентина Олександрівна (народилася 10 листопада 1939 у Ленінграді) — український хімік, педагог, доктор хімічних наук, професор, заслужений діяч науки і техніки України, завідувачка кафедри медичної та загальної хімії Національного медичного університету імені О. О. Богомольця.

## Біографія і наукова діяльність
У 1956 році вступила до хімічного факультету Київського державного університету ім. Т. Г. Шевченка, який закінчила з відзнакою у 1961 році і була рекомендована до аспірантури.

У 1961—1962 роках працювала в інституті фізичної хімії імені Л. В. Писаржевського АН УРСР у відділі фотохімії на посаді інженера. У 1962 році вступила до аспірантури Київського державного університету ім. Т. Г. Шевченка за фахом «неорганічна хімія», яку закінчила у 1966 році. З січня 1966 року по травень 1968 року працювала інженером інституту фізичної хімії імені Л. В. Писаржевського. У 1968 році захистила кандидатську дисертацію на тему: «Властивості тетрахлориду торію та взаємодія його з ціанітами, тіоціанітами, селеноціанітами і нітритами лужних металів у неводних середовищах» за спеціальністю «неорганічна хімія». 

З вересня 1970 по травень 1980 років працювала доцентом київського вечірнього факультету Українського поліграфічного інституту імені Івана Федорова на кафедрі загальнонаукових дисциплін.

У 1983 році захистила докторську дисертацію на тему: «Спектральні властивості, електронна будова та здатність до комплексоутворення зміщених діазо нафтолів» за спеціальністю «фізична хімія». У 1985 році Вища атестаційна комісія присвоїла В. О. Колібабчук вчене звання професора.

З 1984 р. працювала професором кафедри загальнонаукових дисциплін київського вечірнього факультету Українського поліграфічного інституту імені Івана Федорова.

У 1985 році вибрана за конкурсом на посаду професора кафедри неорганічної хімії Київського державного університету ім. Т. Г. Шевченка, де працювала до 1990 року.

З 1990 року по теперішній час працює в Національному медичному університеті ім. О. О. Богомольця: у 1990—1991 роках — професором, з 1991 року — завідувачкою кафедри медичної та загальної хімії.

З 1995 року — в Академії наук вищої освіти України (відділення хімії та хімічної технології).
Під керівництвом Валентини Олександрівни розроблені нові навчальні програми з дисциплін: «Біонеорганічна, біофізична та колоїдна хімія» для спеціальностей: «лікувальна справа», «медико-профілактична справа», «педіатрія», «медична психологія»; складена типова навчальна програма з дисципліни «Біонеорганічна хімія» для студентів фармацевтичних факультетів, видано перший україномовний підручник «Основи аналітичної хімії» для студентів другого курсу фармацевтичного факультету, створена сучасна інтегрована програма з дисципліни «Хімія» для медичних ліцеїв.
Є членом комісії з хімії Науково-методичної ради з питань освіти Міністерства освіти та науки України, членом президії Українського хімічного товариства, членом президії секції «Хімія та хімічна технологія» при НАН України, є членом спеціалізованих вчених рад Київського національного університету імені Тараса Шевченка та Національного медичного університету імені О. О. Богомольця, у 1992—1998 роках була членом експертної ради ВАК України.

## Наукові праці
Є автором понад 400 наукових праць, підручників та навчально методичних посібників.

Основні роботи (у співавторстві):
- Печатные формы на основе светочувствительных диазосоединений. К., 1981
- Галогениды и псевдогалогениды висмута. Нукус, 1988; Светочувствительные диазонафтолы. К., 1988
- Polymer materials for medical purposes // Functional Materials. 1995. Vol. 2, № 1
- Основи аналітичної хімії: Підруч. К., 2002; Медицинская химия: Учеб. К., 2008

## Відзнаки
Неодноразово відзначалась грамотами Міністерства вищої та середньої освіти СРСР та України, почесними грамотами та подяками Київського міського голови (2001, 2002, 2003, 2004 рр.). Нагороджена медаллю «У пам'ять 1500-річчя Києва» (1982), нагрудним знаком «За відмінні успіхи в галузі вищої освіти СРСР» Міністерства вищої та середньої освіти СРСР (1978), почесною грамотою Міністерства охорони здоров'я України (2006), грамотою Верховної Ради України (2006).

У 2014 році отримала Почесну грамоту Міністерства охорони здоров'я України за вагомий особистий внесок у розвиток охорони здоров'я та високий професіоналізм.